# Londons postområder
Londons postområder er de postområder som tilhører postbyen London. De fik egne postkoder før nationale koder blev indført. Områderne dækker omkring 40% af Greater London, mens resten af regionen er fordelt på 63 andre postbyer.
Den første inddeling i ti distrikter identificeret med bogstaver blev udført af sir Rowland Hill og indført i 1857 og 1858. I 1917 blev der indført nummererede underdistrikter på grund af krigen. De blev beholdt, og bogstav- og talkoden udgør tilsammen første halvdel af den moderne postkode. 
Distrikterne blev inddelt efter sektorer, og så nummereret indenfor hver sektor. 
- Det centrale London: WC og EC.
- Resten af London: N, NW, SW, SE, W og E.